# Bedivere
Sir Bedivere (495?) (Welsh: Bedwyr) komt voor in de verhalen rond koning Arthur, hij zou een van de ridders van de Ronde Tafel geweest zijn.
Bedivere wordt al vroeg vermeld in de verhalen rond Arthur, samen met Kay en Walewein. Zijn vader was Bedrawt en zijn broer, die ook voorkomt in de Arthurlegendes, heet Sir Lucan. Hij zou twee kinderen hebben gehad, een dochter Enefog en zoon Amren. Zijn belangrijkste daden zijn de slag van Mount Tryfwyrd (al was Bedivere een-handig, zijn slachtoffers vielen achter elkaar neer, volgens de legende zou hij drie man met een zwaai met het zwaard doden) en het terugbrengen van het zwaard Excalibur naar de Vrouwe van het Meer.
Bij de Slag van Camlann waar Arthur zou zijn neergestoken door Mordred, zou Arthur aan zijn trouwste kameraad Bedivere gevraagd hebben om het zwaard Excalibur zo vlug mogelijk naar de Vrouwe van het Meer te brengen, zo zou het zwaard verborgen blijven voor mensen die er slechte bedoelingen mee hebben. Bedivere reisde af naar het meer, eenmaal daar twijfelde hij om het zwaard er in te gooien, hij vond het zonde en was bang dat er niets zou gebeuren. Na twee keer twijfelen trok hij weer terug naar het hof. Daar vroeg Arthur, die op sterven lag, hoe het gegaan was. Bedivere antwoordde dat hij het zwaard het meer ingegooid had en het gewoon naar de bodem zag zinken. Hierop werd Arthur woedend en zei dat dit de bedoeling nooit kon zijn. Bedivere biechtte uiteindelijk op dat hij het zwaard nog in bezit had, hij reisde opnieuw af en dit keer hield hij het zwaard hoog boven zijn hoofd, waarop een vrouwenhand uit het meer oprees. Bedivere gooide het zwaard richting de hand, en het zwaard verdween in het meer.